# University Park (Los Angeles)
Pour les articles homonymes, voir University Park.
University Park est un quartier de Los Angeles, en Californie.

## Présentation
Le quartier se situe au sud du Downtown et abrite l'université de Californie du Sud (USC).

## Démographie
Le Los Angeles Times considère le quartier comme hautement divers du point de vue ethnique, 47,7 % hispanique, 25,5 % blanche non hispaniques, 16,1 % asiatique, 7,0 % de la population étant afro-américaine et 3,8 % appartenant à une autre catégorie ethno-raciale.